# 青いスタスィオン
「青いスタスィオン」（あおいスタスィオン）は、河合その子の3枚目のシングル。1986年3月21日発売。発売元はCBS・ソニー（現：ソニー・ミュージックレーベルズ）。品番はEP: 07SH-1748。

## 背景
表題曲である「青いスタスィオン」は、森永製菓『HI-SOFT』CMソングに使用され、テレビ朝日特撮ドラマ『仮面ライダーキバ』第10話の劇中でも使用された。

## 制作

### 青いスタスィオン
秋元康が最初に付けたタイトルは「思い出着替えて」だったが、「フランスっぽいタイトルを付けたい」というディレクターだった稲葉竜文の案で「風のチェルシー」に変更された。しかし、この曲が森永製菓の『HI-SOFT』のコマーシャルに使われることが決定し、「チェルシー」という単語が使えず、「青いスタスィオン」に決定した。
「スタスィオン」は「駅（station）」をフランス風に発音した言葉、あるいはフランス語で「駅」を表す言葉であるとされているが、「立つ、止まる」などが主たる意味であるフランス語名詞の "station" は、地上駅の場合は場内信号が設置されていない「停留所」という意味になる。歌詞からすると地下鉄の駅でもないようで、フランス語で一般的な鉄道の「駅」を表す単語では "gare"（ガール）が妥当であろう。 また『クイズダービー』の歌詞あてクイズに出題された際、解答者の篠沢秀夫（仏文学者）は、「ホームがあるならスタスィオンではなくガールだ」とボードに注記していた。

## ミュージック・ビデオ
表題曲のミュージック・ビデオにおいて、舞台となった駅は西日本旅客鉄道（JR西日本）可部線の今井田駅（2003年に廃止）である。

## 記録
1986年6月末現在でのシングル売上はレコード会社の公称で55万枚。
オリコン調べにおいて、おニャン子クラブ会員が在籍中にリリースされたシングルとしては最も売上が多いシングル（2位は新田恵利『冬のオペラグラス』）。河合のおニャン子クラブ卒業当日の1986年3月31日付オリコンチャートで初登場1位。この時の1週間の推定売上枚数137,280枚は当時歴代2位の高売上であった。続く4月7日には111,310枚と初登場2週目の売上としても歴代2位の高売上であった（当時の歴代1位は薬師丸ひろ子『探偵物語』）。そのため、当時絶大な人気を誇った少年隊の『デカメロン伝説』のデビュー2作連続1位を阻止する形となった。

## 収録曲
- 全作詞: 秋元康、作曲・編曲: 後藤次利

1. 青いスタスィオン
2. さよならは言わないで
歌: 河合その子 with おニャン子クラブ

## 収録作品
青いスタスィオン
- 『Siesta』
  - 「『青いスタスィオン』の世界を完全にしたもの」というコンセプトを基に制作された。
- 『家宝』
- 『Dedication』
  - シンプルなアレンジと、抑えめなヴォーカルにアレンジされている。
- 『sonnet』
- 『河合その子 ベスト・コレクション』
- 『おニャン子クラブA面コレクション Vol.1』
- 『GOLDEN☆BEST 河合その子』
- 『30-35 VOL.3 「おニャン子クラブ」特集』

さよならは言わないで
- 『おニャン子クラブB面コレクション Vol.1』
- 『GOLDEN☆BEST 河合その子』
- 『おニャン子クラブ大全集・上巻 』
- 『おニャン子クラブ大全集 for HiQualityCD 上・下巻 限定CD-BOX』

## カバー
| アーティスト               | 収録作品                                     | 発売日           | 備考 |
| 青いスタスィオン           | 青いスタスィオン                             | 青いスタスィオン | 青いスタスィオン |
| -------------------------- | -------------------------------------------- | ---------------- | --- |
| 宮崎美穂（AKB48）          | 『姉うた-80〜90’s GIRL POP NON-STOP COVER-』 | 2010年6月30日    | |
| 中島愛                     | 『ラブリー・タイム・トラベル』               | 2019年1月28日    | |
| 滝川みう（西條和）（22/7） | アプリゲーム『22/7 音楽の時間』              | -                | 『22/7 音楽の時間』は音楽ゲーム。ゲーム中に登場する楽曲はカバー楽曲も含め22/7メンバーがそれぞれ歌唱。配信期間は、2020年5月27日から2021年12月22日迄。 |